# Svartån (naturreservat, Avesta kommun)
Svartån är ett naturreservat i Avesta kommun i Dalarnas län.
Området är naturskyddat sedan 1997 och är efter utökning 2016 59 hektar stort. Reservatet omfattar en sträcka av ån och ravinen omkring. Bland arterna här kan man bland annat finna Citronfjäril, Grönsiska, Gullpudra, Palmmossa och Vägglav.
En vandringsled håller på att byggas i reservatet.

## Bilder
Lite bilder på ån och växtlighet runtomkring i reservatet.

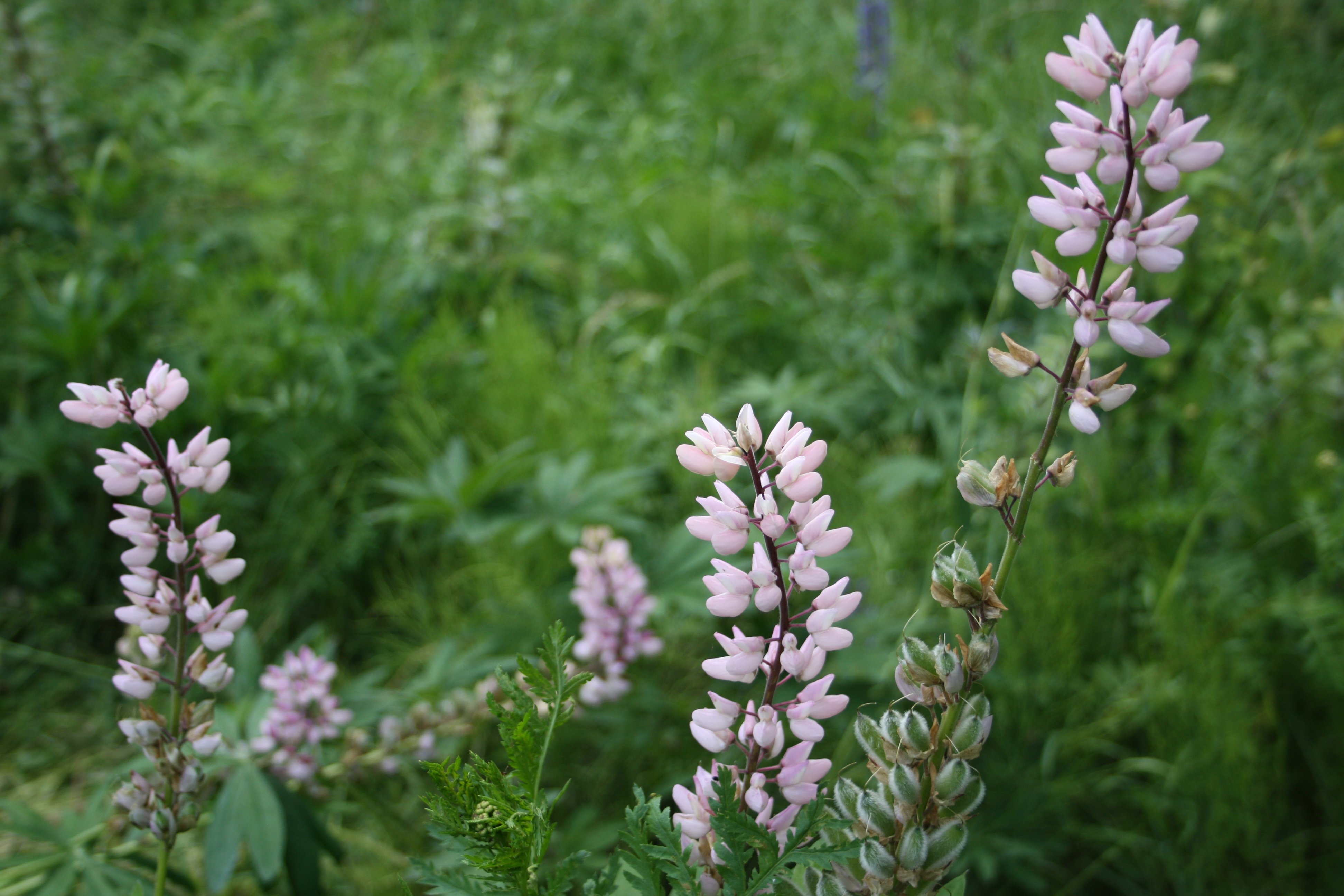
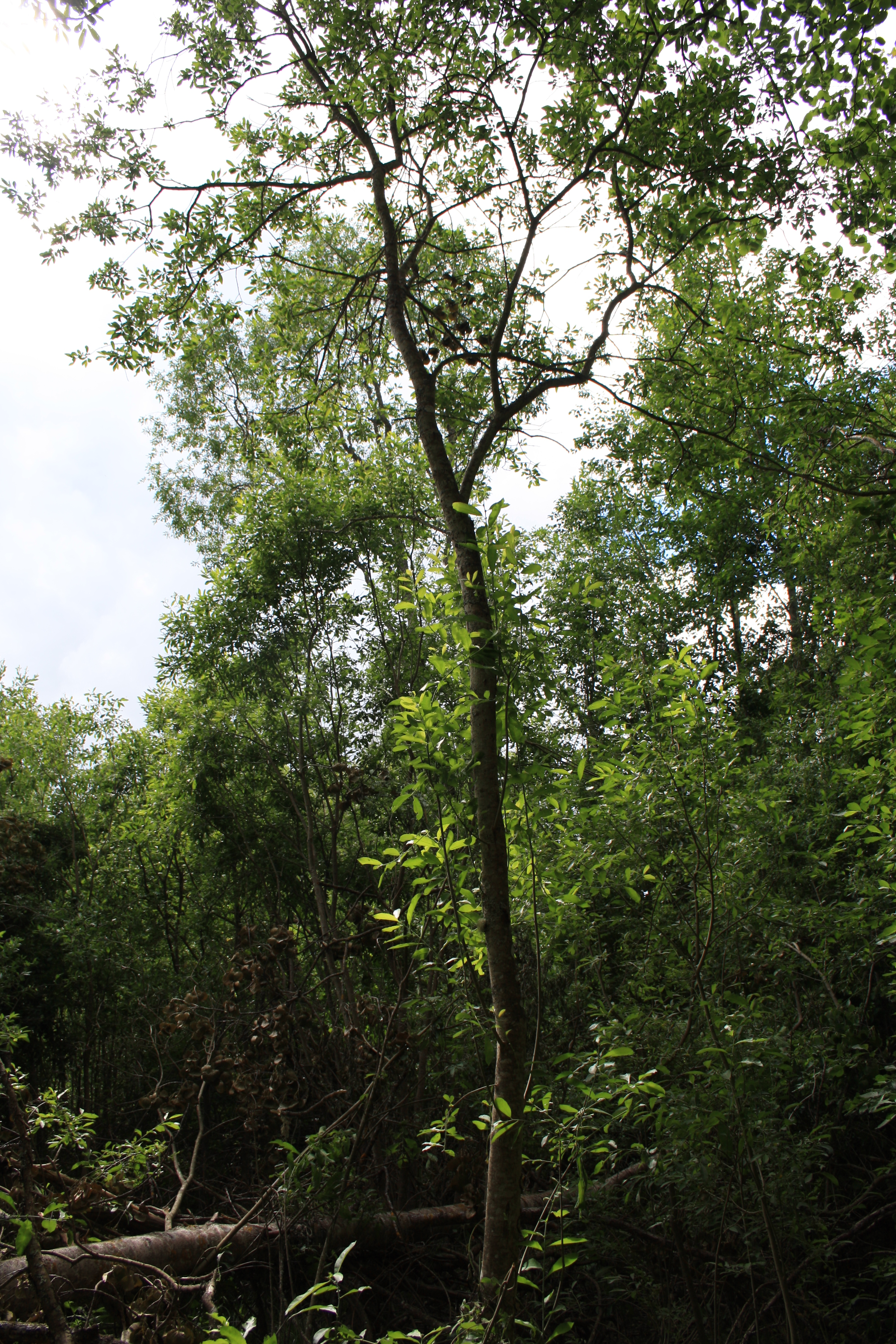
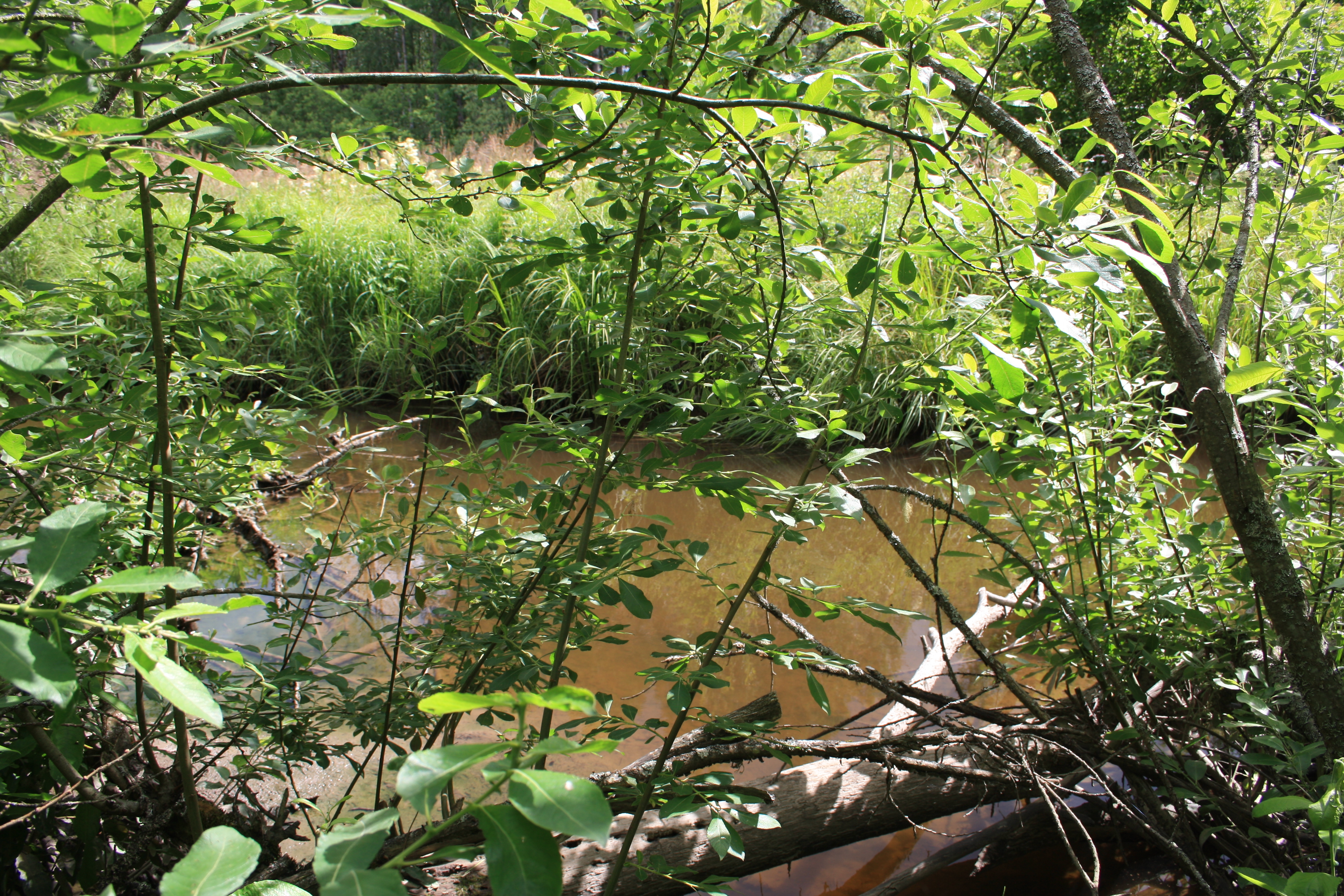
.